# 道倫斯山
79°51′S 83°13′W / 79.850°S 83.217°W
道倫斯山（英語：Mount Dolence），是南極洲的山峰，位於埃爾斯沃思地，屬於埃爾斯沃思山脈中赫里蒂奇嶺的一部分，海拔高度1,950米，由明尼蘇達大學地質學家命名，現時由南極條約體系管理。